# Copa de Clubes de la CECAFA 1994
La Copa de Clubes de la CECAFA 1994 fue la vigésima edición de este torneo de fútbol a nivel de clubes de África organizado por la CECAFA y que contó con la participación de 8 equipos representantes de África Oriental, África Central y África del Sur, 1 equipo más que en la edición anterior, con la aparición por primera vez de un equipo de Etiopía.
Al-Merreikh Omdurmán de Sudán venció al Express FC de Uganda en la final disputada en Jartum, Sudán para ganar el título por segunda ocasión y así cortar la racha de tres títulos consecutivos que tenían los equipos de Tanzania. El campeón defensor Young Africans SC de Tanzania fue eliminado en las semifinales.

## Fase de grupos
El Silver Strikers de Malaui originalmente iban a formar parte de este grupo, llegaron unos días antes de iniciar el torneo, pero su participación fue negada por el secretario general de la CECAFA, en keniano James Tirop debido a que se registraron tarde para el torneo.
El Gor Mahia de Kenia llegó tarde al partido ante el Al-Merreikh Omdurmán de Sudán pero no fueron castigados, mientras que el Silver Strikers se quedó por algunos días en Jartum con la esperanza de que los dejaran participar en el torneo, pero retornaron frustrados a su país. 
A medida de protesta, la Asociación de Fútbol de Malaui abandonó la CECAFA siguiendo los ejemplos de la Federación de Fútbol de Zambia y la Asociación de Fútbol de Zimbabue (los cuales nunca retornaron) para unirse a la COSAFA.

### Grupo A
| Gor Mahia            | 1-1   | Al-Merreikh Omdurmán |
| Express FC           | 2-1   | Simba SC             |
| Al-Merreikh Omdurmán | 2-1   | Express FC           |
| Simba SC             | 2-0   | Gor Mahia            |
| Express FC           | 1-0   | Gor Mahia            |
| Al-Merreikh Omdurmán | w.o.1 | Simba SC             |

1- El partido fue abandonado al minuto 88 con el marcador 1-2 a favor del Simba SC cuando los jugadores del Simba recibieron piedras por parte de sus aficionados; por lo que se ordenó que se repitiera el juego, pero el Simba se negó a jugar por tener 5 jugadores lesionados; por los que el partido fue acreditado con victoria para el Al-Merreikh Omdurmán.
| Club                 | G | E | P | GF | GC | Pts |
| -------------------- | - | - | - | -- | -- | --- |
| Al-Merreikh Omdurmán | 2 | 1 | 0 | 3  | 2  | 5   |
| Express FC           | 2 | 0 | 1 | 4  | 3  | 4   |
| Simba SC             | 1 | 0 | 2 | 3  | 2  | 2   |
| Gor Mahia            | 0 | 1 | 2 | 1  | 4  | 1   |

- No fueron acreditados los goles del partido Al-Merreikh Omdurmán vs. Simba SC.

### Grupo B
| Al-Hilal Omdurmán | 1-0 | Small Simba FC    |
| Young Africans SC | 0-0 | Mebrat Hail       |
| Young Africans SC | 2-0 | Small Simba FC    |
| Mebrat Hail       | 0-0 | Al-Hilal Omdurmán |
| Al-Hilal Omdurmán | 1-1 | Young Africans SC |
| Small Simba FC    | 2-0 | Mebrat Hail       |

| Club              | G | E | P | GF | GC | Pts |
| ----------------- | - | - | - | -- | -- | --- |
| Young Africans SC | 1 | 2 | 0 | 3  | 1  | 4   |
| Al-Hilal Omdurmán | 1 | 2 | 0 | 2  | 1  | 4   |
| Small Simba FC    | 1 | 0 | 2 | 2  | 3  | 2   |
| Mebrat Hail       | 0 | 2 | 1 | 0  | 2  | 2   |

## Semifinales
| Equipo 1             | Resultado   | Equipo 2       |
| -------------------- | ----------- | -------------- |
| Young Africans SC    | 0-0 (4-5 p) | Express FC     |
| Al-Merreikh Omdurmán | 1-01        | Small Simba FC |

1- Al-Hilal abandonó el torneo como protesta por el escándalo ocurrido en el Grupo A que benefició a sus rivales locales; insistiendo que tenían que enfrentar al segundo lugar del Grupo A Express FC, por lo que se escogió como rival al Small Simba FC de Zanzíbar.

## Final
| Equipo 1   | Resultado | Equipo 2             |
| ---------- | --------- | -------------------- |
| Express FC | 1-2       | Al-Merreikh Omdurmán |

## Campeón
| Copa de Clubes de la CECAFA 1994 |
| -------------------------------- |
| Bandera de Sudán                 |
| Al-Merreikh Omdurmán 2º Título   |